# In Tour (serie de televisión)
In tour es una serie de televisión italiana producida por Disney Channel Italia, es una adaptación de La Gira, serie creada originalmente por Disney Channel España, la primera versión, La Gira abierta desde el 13 de mayo. Las protagonistas principales de la serie son las dos ganadoras del concurso My Camp Rock, Martina Russomanno y Arianna Constantin. El rodaje de la segunda temporada terminó el 28 de febrero de 2012, la segunda temporada fue transmitida a través de Disney Channel a partir del 24 de septiembre de 2012.
Existe otra adaptación de la serie llamada "On Tour" creado en Países Bajos.

## Argumento
La serie cuenta la historia de dos bandas muy diferentes y siempre rivales, en su gira conciertos: los Pops, un grupo de música pop muy famoso, y los Rolling Diamonds, unos roqueros hardcore. Parte de la trama se centra en el problema de que los Diamonds son los teloneros de Pops, sus enemigos, y tratan por todos los medios tomar el escenario como protagonistas, pero no consiguen nada

## Personajes

### Los Pops
- Catalina, interpretada por Martina Russomanno.
Ella tiene 14 años y es la líder del grupo. Se puede considerar como una verdadera "máquina", le encanta la música y está dispuesta a dar lo mejor de sí misma en cada actuación. Todos los días, tiene un estilo de vestir informal, pero en el escenario cambia totalmente, ya que en él tiene un aspecto impecable y de moda. Está siempre "conectada" con sus fanes mediante la actualización continua del blog de Pops con su diario electrónico.
- Alice, interpretada por Arianna Costantin.
Ella tiene 16 años y es la cantante más mayor de Pops. Es sincera, optimista y muy creativa: Una descripción sobre ella: Ella es ordenada, optimista y única.Ella siempre encuentra el look perfecto para representarla.Ella está enamorada de Tom, y por esto no soporta a Vanessa.
- Tom, interpretado por Ruggero Pasquarelli.
Tiene 17 años es el único cantante masculino de Pops. Él hace todo por el camino fácil, es vago y desordenado. Sólo en el escenario saca lo mejor de él, dando su mayor esfuerzo. Se mantiene en calma en cualquier situación y mientras Catalina entra en pánico y Alice piensa en cosas raras, es el que tiene las mejores ideas. Es muy apreciado por las fanes chicas de la banda.

### Los Rolling Diamonds
- Lenny, interpretado por Andrea Pisani.

Tiene 24 años y es el líder de la banda de apoyo, guitarra y voz. Se cree que es una gran estrella de rock, pero es sólo arrogante y presuntuoso. Muestra de su ropa y emplumado por roquero que los paquetes de la madre. Él tiene una gran amistad con Phil, chico sencillo y un poco distraído.
- Ricky, interpretado por Jaime Mula.

Él tiene 16 años y es el hermano menor de Lenny. Usted despierto y relajado y es consciente de que su banda siempre será fiasco. Admire los estallidos, que le gusta estar con ellos y está enamorado de Catalina.

## Episodios
| Temporada | Temporada | Episodios | Estreno en Italia        | Estreno en Italia     |
| Temporada | Temporada | Episodios | Estreno de temporada     | Final de temporada    |
| --------- | --------- | --------- | ------------------------ | --------------------- |
|           | 1         | 24        | 13 de mayo de 2011       | 29 de julio de 2011   |
|           | 2         | 22        | 24 de septiembre de 2012 | 22 de octubre de 2012 |

## Banda sonora
La banda sonora de la serie salió el 21 de septiembre de 2012 donde se incluían los temas de la primera y segunda temporada
| N.º | Título                | Escritor(es)                                      | Cantante(s)                                                 | Duración |  |
| 1.  | «Lo Show»             | Aristeidis Archontis, Chen Neeman y Jeannie Lurie | Ruggero Pasquarelli, Arianna Costantin & Martina Russomanno | 2:43     |  |
| 2.  | «Una Vita Per Me»     | Aristeidis Archontis, Chen Neeman y Jeannie Lurie | Ruggero Pasquarelli, Arianna Costantin & Martina Russomanno | 3:09     |  |
| 3.  | «Drive.»              | Aristeidis Archontis, Chen Neeman y Jeannie Lurie | Ruggero Pasquarelli, Arianna Costantin & Martina Russomanno | 2:43     |  |
| 4.  | «Life's Gonna Happen» | Aristeidis Archontis, Chen Neeman y Jeannie Lurie | Ruggero Pasquarelli, Arianna Costantin & Martina Russomanno | 3:09     |  |
| 5.  | «Ours To Win»         | Aristeidis Archontis, Chen Neeman y Jeannie Lurie | Andrea Pisani                                               | 2:08     |  |
| 6.  | «Elettrica»           | Aristeidis Archontis, Chen Neeman y Jeannie Lurie | Ruggero Pasquarelli, Arianna Costantin & Martina Russomanno | 3:07     |  |
| 7.  | «Accendi il Solé»     | Aristeidis Archontis, Chen Neeman y Jeannie Lurie | Ruggero Pasquarelli, Arianna Costantin & Martina Russomanno | 3:36     |  |